# 峰岸達実
峰岸 達実（みねぎし たつみ 1969年1月29日 - ）は、メカニックデザイナー、ライター、漫画家。
現在はメカニックデザイナーとしての認知が高いが、過去にはテーブルトークRPGのライター集団「スタジオ世界館」に対してもビジュアル設定、設定考証などを多数提供していた。その筋では「カニの中の人」「ゴローさんの中の人」という名前でも有名である。
また、鈴木猛と連名でいくつかの漫画作品も描いている。
仕事の幅は広く、ライターからメカニックデザイン、コミック、3DCGのHOW TO記事まで様々な分野に広がっている。

## デザインの方向性
近未来を彷彿とさせるデザインで、流線型や直線が巧みに組み合わされた独特なシルエットが多い。
常に可動域や機能を意識した作風は、本人の趣味が模型や現用機器という部分も影響があるのかもしれない。
内部構造や物語の中での運用、背景などをも考慮してデザイン作業が行われるため、アニメーションや玩具として演技や動作をさせる際にも破綻が少なく、そのストイックなデザインの攻め方とフィールドを選ばない仕事振りに根強いファンも獲得している。

## 関わった作品

### 立体物
- MMB「ハイパーアーマードブロック」（やまと）

### アニメ
- 銀河鉄道物語 〜永遠への分岐点〜
- 魔豆奇伝パンダリアン
- BURN-UP W

### ゲーム
- MAD STALKER FULLMETALFORCE
- アクセルブリッド

### マンガ
- まんがなるへそ物語（掲載誌：ゲームラボ）
- フロントミッション　コミック（Late for dinner）
- 重装騎兵ヴァルケンのすべて
- X-assault -イグザルト-（月刊少年ブラッド連載（終了）原作：宗原光流、作画：シヒラ竜也）-銃器デザイン
- 影技-シャドウスキル-（岡田芽武 著）-怪獣デザイン

### 小説挿絵、メカ設定
- 野望円舞曲（著：荻野目悠樹、原案：田中芳樹。徳間デュアル文庫。2000年 - 。6巻まで刊行中）

他、富士見、角川系多数有り。